# Roi Gong de Chu
Roi Gong de Chu (chinois : 楚共王 ou 楚龔王 ; pinyin : Chŭ Gōng Wáng), (600-560 av. J.C), est le sixième Roi de l'état de Chu. Il règne de 590 a 560 av J.C., durant la Période des Printemps et Automnes, de l'histoire de la Chine.Son nom de naissance est Xiong Shen (chinois : 熊審), "Roi Gong" étant son nom posthume.
À l'âge de 10 ans, il succède à son père, le Roi Zhuang de Chu, qui est alors l'Hégémon de la Chine des Zhou. Mais, en 575  av. J.C, le Roi Gong est vaincu par le plus grand rival du Chu, l'état de Jin, lors de la Bataille de Yanling, ce qui provoque un déclin de la puissance de son royaume.  Il règne pendant 31 ans et c'est son fils ainé, le Roi Kang de Chu, qui lui succède. Trois des fils cadets du Roi Gong deviendront également roi à la suite de leur frère aîné, tous en utilisant la violence et la traîtrise.

## Bataille de Yanling
Lorsque le roi Gong monte sur le trône en 590 av. J.-C., le Chu est l'état le plus puissant de Chine. En 597 av. J.-C., son père, le roi Zhuang, a vaincu l'état de Jin, le rival le plus puissant du Chu, lors de la bataille de Bi, ce qui lui a permis d’être reconnu comme Hégémon par les autres États. Cependant, le règne du roi Gong est marqué par la défaite décisive du Chu face à l'état de Jin revigoré, lors de la bataille de Yanling en  av. J.-C..
Cette bataille découle d'une série d'événements mineurs. En 577 av. J.-C., l'état de Zheng, un vassal du Jin, attaque l'état de Xu (許), un vassal du Chu. L'année suivante, le Chu attaque Zheng pour se venger, et le force a devenir son vassal. Peu de temps après, Zheng attaque l'état de Song, un autre vassal du Jin. En 575 av. J.-C., le duc Li de Jin lève une armée pour attaquer le Zheng, tandis que le roi Gong fait de même pour défendre son nouvel allié.
Les deux armées se rencontrent à Yanling, et les troupes du Jin infligent une défaite a celles du Chu en attaquant leurs flancs plus faibles, composés de soldats mal entraînés originaire de Zheng et des Dongyi. Parmi les commandants du Jin, se trouve Dou Benhuang (chinois : 鬭贲皇), le fils de Dou Yuejiao, tué quelques années plus tôt par le Roi Zhuang de Chu, contre lequel il s'était rebellé,. Au cours de la bataille, le roi Gong reçoit une flèche dans l'œil. Malgré sa blessure, à la fin de la journée, il convoque Zifan, le commandant militaire en chef de son armée, pour discuter du plan de bataille pour le lendemain; mais il trouve Zifan ivre. Le Roi Gong décide alors de battre en retraite et Zifan finit par se suicider,,.

## Conflits avec le Wu
Alors que Chu se focalise sur sa rivalité avec le Jin, sur sa frontière est, l'État de Wu, autrefois insignifiant, commence à gagner en puissance. En 598 av. J.-C., pendant le règne du roi Zhuang, le ministre Wuchen (le Duc de Shen) du Chu, fait défection au profit du Jin après une dispute personnelle avec le général Zifan. En 584 av. J.-C., Wuchen se rend en mission diplomatique au Wu au nom du Jin pour établir une alliance entre les deux États. Il amene avec lui 100 conducteurs de chariots, qui apprennent à l'armée du Wu à utiliser des chars. Il réussit également à inciter le Wu à se révolter contre le Chu. Le Roi Shoumeng du Wu envahit alors le Chu, annexe la ville de Zhoulai, et prend le contrôle de nombreuses tribus, qui jusque là étaient loyales au Chu.
En 570 av. J.-C., Zichong, un général du Chu, attaque le Wu et s'enfonce dans le territoire ennemis jusqu'au mont Heng, qui se situe dans l'actuel Xian de Dangtu. Cependant, les Wu contre-attaquent et s'emparent de Jia, une ville importante du Chu. Zichong est blâmé pour cette perte et finit par mourir de maladie. Au cours des sept décennies suivantes, le Chu est saigné à blanc par une série d'au moins dix guerres ou batailles avec le Wu, qui culminent en 506 av. J.-C., avec la bataille de Boju, où l'armée Wu réussit à prendre et détruire Ying, la capitale du Chu.

## Nom posthume
En 560 avant J.-C., alors que le roi Gong est en train de mourir de maladie, il convoque ses ministres et demande à recevoir le Nom posthume péjoratif de Ling (靈) ou Li (厲), exprimant ainsi sa honte d'avoir perdu la bataille de Yanling et d'ainsi causer la honte de la nation. Comme il insiste, les ministres finissent par accepter, mais après sa mort, ils préfèrent lui donner comme nom "Gong", qui signifie "humblement révérencieux". Le titre péjoratif de "Roi Ling" fut par contre donné par la suite au deuxième fils du Roi Gong, Xiong Wei, qui, en 541 av. J.-C., assassine son neveu Jia'ao et usurpe le trône.

## Succession
Le roi Gong a eu au moins cinq fils, dont quatre sont devenus rois. Lorsque le roi Gong meurt en 560 av. J.-C., son fils aîné, le Roi Kang de Chu, lui succède en 545 av. J.-C. Kang meurt après 15 ans de règne et son fils Xiong Yuan (nom posthume Jia'ao) lui succède. Quatre ans plus tard, le deuxième fils du roi Gong, le prince Wei, assassine Jia'ao et ses deux fils alors qu'il est malade, et usurpe le trône. Le Prince Wei reçoit plus tard le Nom posthume péjoratif de Roi Ling de Chu.
En 529 av. J.-C., alors que le roi Ling dirige une expédition militaire contre l'État de Xu, ses trois jeunes frères organisent un coup d'État et tuent son fils, le prince héritier Lu. Le prince Bi, le troisième frère, monte sur le trône (Nom posthume Zi'ao), et le quatrième frère, le prince Zixi, devint le nouveau Lingyin  (premier ministre) du Chu. Lorsque les soldats du Roi Ling apprennent la nouvelle du coup d'État, ils désertent en masse et, en désespoir de cause, le roi Ling se suicide.
Cependant, le prince Qiji, le cinquième frère qui est chargé de neutraliser Ling, ment à Zi'ao et Zixi concernant le sort du roi. Au lieu de leur annoncer qu'il est mort, il fait semblant d'être vaincu par ce dernier et leur annonce qu'il vas bientôt revenir à la capitale. Zi'ao et Zixi sont si effrayés qu'ils se suicident tous les deux; alors que Zi'ao est roi depuis moins de vingt jours. Le prince Qiji monte alors sur le trône et devient le Roi Ping de Chu.

## Arbre généalogique
|                               |                               |                               |                               |                               |                               |  |  |                               |                               |                               |                               |                               |                               |  |  | Roi Gong (r. 590–560 av J.C.) |                        |                        |                        |                        |                        |  |  |      |      |      |      |      |      |  |  |                               |                               |                               |                               |                               |                               |                               |                               |  |  |  |  |  |  |  |  |  |  |  |  |  |  |  |  |  |  |  |  |  |  |  |  |  |  |  |  |
|                               |                               |                               |                               |                               |                               |  |  |                               |                               |                               |                               |                               |                               |  |  |                               |                        |                        |                        |                        |                        |  |  |      |      |      |      |      |      |  |  |                               |                               |                               |                               |                               |                               |                               |                               |  |  |  |  |  |  |  |  |  |  |  |  |  |  |  |  |  |  |  |  |  |  |  |  |  |  |  |  |
|                               |                               |                               |                               |                               |                               |  |  |                               |                               |                               |                               |                               |                               |  |  |                               |                        |                        |                        |                        |                        |  |  |      |      |      |      |      |      |  |  |                               |                               |                               |                               |                               |                               |                               |                               |  |  |  |  |  |  |  |  |  |  |  |  |  |  |  |  |  |  |  |  |  |  |  |  |  |  |  |  |
| Roi Kang (r. 559–545 av J.C.) | Roi Kang (r. 559–545 av J.C.) | Roi Kang (r. 559–545 av J.C.) | Roi Kang (r. 559–545 av J.C.) | Roi Kang (r. 559–545 av J.C.) | Roi Kang (r. 559–545 av J.C.) |  |  | Roi Ling (r. 540–529 av J.C.) | Roi Ling (r. 540–529 av J.C.) | Roi Ling (r. 540–529 av J.C.) | Roi Ling (r. 540–529 av J.C.) | Roi Ling (r. 540–529 av J.C.) | Roi Ling (r. 540–529 av J.C.) |  |  | Zi'ao (r. 529 av J.C.)        | Zi'ao (r. 529 av J.C.) | Zi'ao (r. 529 av J.C.) | Zi'ao (r. 529 av J.C.) | Zi'ao (r. 529 av J.C.) | Zi'ao (r. 529 av J.C.) |  |  | Zixi | Zixi | Zixi | Zixi | Zixi | Zixi |  |  | Roi Ping (r. 528–516 av J.C.) | Roi Ping (r. 528–516 av J.C.) | Roi Ping (r. 528–516 av J.C.) | Roi Ping (r. 528–516 av J.C.) | Roi Ping (r. 528–516 av J.C.) | Roi Ping (r. 528–516 av J.C.) |                               |                               |  |  |  |  |  |  |  |  |  |  |  |  |  |  |  |  |  |  |  |  |  |  |  |  |  |  |  |  |
| Roi Kang (r. 559–545 av J.C.) | Roi Kang (r. 559–545 av J.C.) | Roi Kang (r. 559–545 av J.C.) | Roi Kang (r. 559–545 av J.C.) | Roi Kang (r. 559–545 av J.C.) | Roi Kang (r. 559–545 av J.C.) |  |  | Roi Ling (r. 540–529 av J.C.) | Roi Ling (r. 540–529 av J.C.) | Roi Ling (r. 540–529 av J.C.) | Roi Ling (r. 540–529 av J.C.) | Roi Ling (r. 540–529 av J.C.) | Roi Ling (r. 540–529 av J.C.) |  |  | Zi'ao (r. 529 av J.C.)        | Zi'ao (r. 529 av J.C.) | Zi'ao (r. 529 av J.C.) | Zi'ao (r. 529 av J.C.) | Zi'ao (r. 529 av J.C.) | Zi'ao (r. 529 av J.C.) |  |  | Zixi | Zixi | Zixi | Zixi | Zixi | Zixi |  |  | Roi Ping (r. 528–516 av J.C.) | Roi Ping (r. 528–516 av J.C.) | Roi Ping (r. 528–516 av J.C.) | Roi Ping (r. 528–516 av J.C.) | Roi Ping (r. 528–516 av J.C.) | Roi Ping (r. 528–516 av J.C.) |                               |                               |  |  |  |  |  |  |  |  |  |  |  |  |  |  |  |  |  |  |  |  |  |  |  |  |  |  |  |  |
| Jia'ao (r. 544–541 av J.C.)   | Jia'ao (r. 544–541 av J.C.)   | Jia'ao (r. 544–541 av J.C.)   | Jia'ao (r. 544–541 av J.C.)   | Jia'ao (r. 544–541 av J.C.)   | Jia'ao (r. 544–541 av J.C.)   |  |  | Prince héritier Lu            | Prince héritier Lu            | Prince héritier Lu            | Prince héritier Lu            | Prince héritier Lu            | Prince héritier Lu            |  |  |                               |                        |                        |                        |                        |                        |  |  |      |      |      |      |      |      |  |  |                               |                               | Roi Zhao (r. 515–489 av J.C.) | Roi Zhao (r. 515–489 av J.C.) | Roi Zhao (r. 515–489 av J.C.) | Roi Zhao (r. 515–489 av J.C.) | Roi Zhao (r. 515–489 av J.C.) | Roi Zhao (r. 515–489 av J.C.) |  |  |  |  |  |  |  |  |  |  |  |  |  |  |  |  |  |  |  |  |  |  |  |  |  |  |  |  |